# Vicari (población)
Vicari es un municipio italiano situado en la ciudad metropolitana de Palermo, en Sicilia. Tiene una población estimada, a fines de julio de 2023, de 2414 habitantes.

## Evolución demográfica
| Gráfica de evolución demográfica de Vicari entre 1861 y 2023 |
|                                                              |
| Fuente: ISTAT - Elaboración gráfica de Wikipedia             |